# Operațiunea Kutuzov
Operațiunea Kutuzov a fost o ofensivă executată de Armata Roșie împotriva Wehrmachtului german în timpul celui de-al doilea război mondial. Operațiunea a fost numită așa în cinstea generalului țarist Mihail Kutuzov, care este considerat salvatorul Rusiei în timpul invaziei napoleoniene din 1812. Operațiunea s-a desfășurat simultan cu bătălia de la Kursk (Operațiunea Citadela), unul dintre obiectivele acestui atac fiind ușurarea presiunii exercitate asupra luptătorilor sovietici din Kursk.
Operațiunea a căzut în sarcina Fronturilor sovietice de Vest, Brinsk și Centru, acestea trebuind să lupte să neutralizeze forțele inamice aflate în ieșindul de la Oriol. 
Operațiunea a fost declanșată pe 12 iulie 1943 și s-a încheiat pe 18 august. Deoarece cea mai mare parte a forțelor Grupului de Armate Centru luptau la Kursk, punga de la Orel a început să fie diminuată rapid. Unități de la Kursk au fost trimise în ajutorul germanilor, ceea ce a limitat și mai mult eficacitatea Operațiunii Citadela. 
Atacul din nordul pungii de la Orel a fost dat inițial de Armata a 11-a de tancuri de Gardă, comandată de generalul Ovanes Bagramian. În această zonă, ofensiva sovietică a întâlnit o apărare slabă a germanilor la Ulianovo, șase divizii de pușcași trebuind să atace 2 regimente de infanterie concentrate pe un front de 16 km. 
Atacul Frontului Brinansk a avut un succes limitat, germanii fiind mai bine pregătiți în apărare și, deși sovieticii au trimis întăriri odihnite în luptă, diviziile germane de tancuri sosite din nordul arcului de la Kursk au reușit să stăvilească atacul Armatei Roșii. 
Sovieticii au reînnoit ofensiva, de această dată Armata a 11-a de Gardă având flancul drept protejat de Armatele a 50-a și a 186-a. Din Bolkov au sosit mai multe unități de tancuri în sprijinul germanilor atacați de Frontul Brinask. În sud, militarii sovietici ai Frontului Centru nu se opriseră din lupte din momentul declanșării luptelor de la Kursk. În ajutorul soldaților Armatei Roșii au venit acțiunile de noapte ale partizanilor sovietici, care au dinamitat numeroase secțiuni ale căii ferate care asigura apovizionarea frontului german. 
În acest punct al luptelor, în ajutorul Armatelor sovietice a 11-a și a 186 din nordul pungii, care erau epuizate de lupte neîntrerupte, au sosit două Armate de tancuri. Sosirea celor două armate sovietice de tancuri a schimbat complet echilibrul de forțe, germanii suferind înfrângeri locale succesive, poziția lor din Orel devenind puternic primejduită. Frontul Briansk a atacat direct spre Orel, exercitând o presiune crescândă asupra apărătorilor germani, în condițiile în care în nordul pungii sovieticii înaintau greu, dar constant. Pe 20 iulie, Hitler a interzis în mod explicit orice retragere neautorizată, dar după ce sovieticii au spart frontul între Briansk și Orel, situația germanilor a devenit disperată, aprovizionarea lor pe calea ferată fiind întreruptă, iar retragerea a devenit obligatorie. 
În acest fel, Operațiunea Kutuzov și-a indeplinit toate obiectivele, contribuind din plin la buna desfășurare a luptelor de la Kursk. Armata Roșie a redus în mod semnificativ și cu pierderi moderate punga de la Orel.
Încheierea cu succes a acestei operațiuni a inițiat procesul de eliberarea a Smolenskului